# Hard House
Hard House ist die Bezeichnung für eine Stilrichtung in der Elektronischen Tanzmusik. Zu Beginn der 90er wurde die Musikrichtung populär und wurde in dieser Zeit teilweise als Synonym für Hardcore Techno verwendet, heute meint man damit meist eine Version der House/-Dance-Musik, die im Tempo und der Monotonie gesteigert ist. Verwendete Klänge sind typischerweise sehr elektronisch und grob, typisch sind oft auch höhere Offbeats.
Ein Hybrid aus Hard House und Hard Trance stellt der „aggressiver“ klingende Nu NRG dar, der häufig auch den sogenannten Hooversound (z. B. Are am eye? von Commander Tom) nutzt.

## Stiltypische Tracks
- AWeX – Back On Plastic (Mandala Remix)
- House Arrest – House Arrest (Pumpgunkillamix)
- Porn Kings – Amour
- DJ Supreme – Tha Wildstyle
- Klubbheads – Kickin' Hard
- DJ Disco – Stamp Your Feet
- Paffendorf – Ruf mich an (BB Inc Remix)
- DJ Valium – Keep Da Klubstyle
- Junkie Kid – Spkrs
- J & R Project – Keep It Up (Alternative Mix)
- Mo-Do feat. Maurizio Ferrara – Eins, zwei, Polizei (Tribal Gate Remix)
- Junkfood Junkies – Hands Up
- Hard Hop Heathen & John Kelley – Impending Boom (DJ Omen Mix)
- Ace The Space – 9 Is A Classic (Mark Kavanagh Mix)

## Interpreten
- Ben Stevens
- Defective Audio
- DJ Supreme
- Ghost in the Machine (GITM)
- GTA
- Klubbheads
- Lisa Lashes
- OD404
- Paul Glazby
- Paul King
- Paul Maddox
- Porn Kings
- Rachel Auburn
- Superfast Oz
- Tom Harding
- Valentino Kahn
- Yoji Biomehanika